# Transparentnost (informatika)
Transparentnost se v informatice vztahuje k vlastnostem systémů, procesů, algoritmů a softwarových aplikací a řeší otázku, zda jejich funkce jsou jasně pochopitelné, přehledné a bezpečné pro uživatele, vývojáře a správce. Týká se několika problémů:
- přehlednost kódu, tj. zda je kód snadno čitelný a pochopitelný pro další vývojáře (jedná se především o dodržování vhodných standardů pro strukturu kódu).[2][3]
- zřejmost algoritmů: algoritmy by měly být navrženy tak, aby jejich rozhodovací procesy byly jasné a aby bylo možno snadno pochopit, jakým způsobem algoritmus dospěl k určitým výsledkům.[4][5]
- transparentnost sběru a přenosu dat se týká jednak jasnosti, přehlednosti, bezpečnosti a sledovatelnosti způsobu, jakým jsou data sbírána (typ dat, účel jejich sběru, ochrana) a jak jsou přenášena mezi systémy, zařízeními nebo uživateli (jak je zajištěno, že přenosy dat žádná data neztratí ani nezkreslí, auditovatelnost, šifrování),[6] jednak etických a právních problémů zejména v souvislosti s ochranou soukromí.[7]
- transparentnost při správě systémů, tj. přehled o tom, jaké procesy a operace se vykonávají na pozadí systému a co dalšího může pomoci při diagnostice problémů, odstraňování chyb a při optimalizaci výkonu.[8]